# Echte roofbuideldieren
De echte roofbuideldieren (Dasyuridae) zijn een familie uit de roofbuideldieren die voorkomen in Australië, Nieuw-Guinea en enkele omliggende eilanden. Tot deze familie behoren de grotere buidelmarters en de Tasmaanse duivel, evenals de kleinere buidelmuizen. In totaal zijn er 76 tot 79 levende en 13 fossiele soorten bekend. De wetenschappelijke naam van de familie werd in 1820 gepubliceerd door Georg August Goldfuss.

## Kenmerken
De meeste echte roofbuideldieren zijn ongeveer zo groot als muizen, maar een aantal soorten zijn veel groter. De kleinste soort is Ningaui timealeyi, die 4,6 tot 5,7 cm lang wordt en slechts 2 tot 9 g weegt, terwijl de grootste, de Tasmaanse duivel, 57 tot 65 cm lang wordt en 6 tot 8 kg weegt. De kleinere echte roofbuideldieren lijken qua uiterlijk typisch op spitsmuizen of muizen, met lange staarten en smalle, spitse neuzen. De grotere soorten lijken op carnivoren uit de placentadieren zoals mangoesten of marterachtigen.
Veel kenmerken van Dasyuridae worden als primitief beschouwd; dat wil zeggen, ze lijken op de kenmerken van de vroegste buideldieren, kenmerken die andere buideldieren, zoals kangoeroes en buideldassen, later zijn verloren. Alle tenen zijn bijvoorbeeld gescheiden, terwijl bij veel andere buideldieren de tweede en derde teen zijn vergroeid. Tevens missen veel soorten een volledige buidel, maar hebben ze een simpele huidplooi rond de tepels om de ontwikkelende jongen bescherming te bieden. Het gebit wordt ook als primitief beschouwd en verschilt van dat van andere buideldieren, met een tandformule van: 4.1.2-3.43.1.2-3.4. Hun gebit is vergelijkbaar met dat van veel carnivoren, gekenmerkt door mesachtige snijtanden, grote, scherpe hoektanden en bovenste kiezen die zijn aangepast met grote, scherpe knobbels.

## Leefwijze
Echte roofbuideldieren zijn voornamelijk insectivoor, maar ze eten ook kleine hagedissen, fruit en bloemen. Een van de weinige uitzonderingen op deze regel is de Tasmaanse duivel, die voornamelijk leeft van aas. Ze hebben relatief eenvoudige spijsverteringskanalen, zoals typisch is voor insecteneters en andere carnivoren.
De draagtijd duurt 12–16 dagen en resulteert in de geboorte van twee tot twaalf jongen, afhankelijk van de soort. Kleinere soorten planten zich doorgaans minstens twee keer per jaar voor, terwijl de grotere soorten slechts één keer voortplanten. De lengte van de lactatie weerspiegelt dit, met bijvoorbeeld jonge smalvoetbuidelmuizen die maar 60-70 dagen worden gespeend, maar jonge buidelmarters wel 8-9 maanden. De meeste soorten zijn geslachtsrijp als ze één jaar oud zijn, maar de buidelmarters en de Tasmaanse duivel, die groter zijn, hebben meer tijd nodig om volwassen te worden en bereiken pas ongeveer twee jaar de volledige volwassenheid.

## Indeling
De familie omvat de volgende geslachten:
- Familie Dasyuridae
  - Ankotarinja†
  - Dasylurinja†
  - Ganbulanyi†
  - Glaucodon†
  - Keeuna†
  - Wakamatha†
  - Whollydooleya†
  - Onderfamilie Barinyainae
    - Barinya†
- Onderfamilie Dasyurinae
  - Geslachtengroep Dasyurini
    - Geslacht Dasycercus (Kamstaartbuidelmuizen)
    - Geslacht Dasykaluta (Kaluta)
    - Geslacht Dasyuroides (Kamstaartbuidelrat)
    - Geslacht Dasyurus (Buidelmarters)
    - Geslacht Myoictis (Gestreepte buidelmarters)
    - Geslacht Neophascogale (Lorentzbuidelmuis)
    - Geslacht Parantechinus (Gespikkelde buidelmuis)
    - Geslacht Phascolosorex (Gestreepte buidelmuizen)
    - Geslacht Pseudantechinus
    - Geslacht Sarcophilus (Tasmaanse duivel)

  - Geslachtengroep Phascogalini
    - Geslacht Antechinus (Breedvoetbuidelmuizen)
    - Geslacht Murexia
    - Geslacht Phascogale (Penseelstaartbuidelmuizen)
- Onderfamilie Sminthopsinae
  - Geslachtengroep Sminthopsini
    - Geslacht Antechinomys
    - Geslacht Ningaui (Ningaui's)
    - Geslacht Sminthopsis (Smalvoetbuidelmuizen)

  - Geslachtengroep Planigalini
    - Geslacht Planigale (Platkopbuidelmuizen)